# Русија на Летњим олимпијским играма 2016.
Русија ће учествовати на Летњим олимпијским играма 2016. које ће се одржати у Рио де Жанеиру (Бразил) од 5. до 21. августа 2016. године.

## Освајачи медаља

### Злато
- Беслан Мудранов — Џудо, до 60 кг
- Јана Јегорјан — Мачевање, сабља појединачно
- Хасан Халмурзајев — Џудо, до 81 кг
- Ина Дериглазова — Мачевање, флорет појединачно
- Артур Ахматхузин, Алексеј Черемисинов, Тимур Сафин — Мачевање, флорет екипно
- Јекатерина Дјаченко, Јулија Гаврилова, Јана Јегорјан, Софија Вељикаја — Мачевање, сабља екипно
- Екатерина Макарова, Елена Веснина — Тенис, парови
- Алија Мустафина — Гимнастика, двовисински разбој
- Роман Власов — Рвање, грчко-римски стил до 75 кг
- Давит Чакветадзе — Рвање, грчко-римски стил до 85 кг
- Јевгениј Тишченко — Бокс, тешка категорија
- Наталија Ишченко, Светлана Ромашина — Синхроно пливање, дует
- Влада Чигирјева, Наталија Ишченко, Светлана Колесниченко, Александра Пацкевич, Елена Прокофјева, Светлана Ромашина, Ала Шишкина, Гелена Топиљина, Марија Шурочкина — Синхроно пливање, дует
- Ана Седојкина, Полина Кузњецова, Дарја Дмитријева, Ана Сењ, Олга Акопјан, Ана Вјахирева, Марина Судакова, Владлена Бобровникова, Викторија Жилинскајте, Јекатерина Мареникова, Ирина Близнова, Јекатерина Иљина, Маја Петрова, Татјана Јерохина, Викторија Каљинина — Рукомет, женска репрезентација
- Абдулрашид Садулајев — Рвање, слободни стил до 86 кг
- Маргарита Мамун — Ритмичка гимнастика, вишебој појединачно
- Александар Лесун — Модерни петобој, појединачно
- Вера Бирјукова, Анастасија Близњук, Анастасија Максимова, Анастасија Татарјева, Марија Толкачева  — Ритмичка гимнастика, вишебој екипно
- Сослан Рамонов — Рвање, слободни стил до 65 кг

### Сребро
- Виталина Бацарашкина — Стрељаштво, 10 м ваздушни пиштољ
- Тујана Дашидоржијева, Ксенија Перова, Ина Степанова — Стреличарство, екипно
- Софија Вељикаја — Мачевање, сабља појединачно
- Денис Абљазин, Давид Бељавски, Николај Куксенков, Никита Нагорни, Иван Стретович — Гимнастика, вишебој екипно
- Јулија Јефимова — Пливање, 100 м прсно
- Ангелина Мељњикова, Алија Мустафина, Марија Пасека, Дарја Спиридонова, Седа Тутхаљан — Гимнастика, вишебој екипно
- Олга Забелинскаја — Бициклизам, хронометар
- Јулија Јефимова — Пливање, 200 м прсно
- Дарја Шмељова, Анастасија Војнова — Бициклизам на писти, спринт екипно
- Сергеј Каменски — Стрељаштво, 50 м пушка МК тростав
- Марија Пасека — Гимнастика, прескок
- Денис Абљазин — Гимнастика, прескок
- Валерија Коблова — Рвање, слободни стил до 58 кг
- Наталија Воробјева — Рвање, слободни стил до 69 кг
- Алексеј Денисенко — Теквондо, до 68 кг
- Аниуар Гедујев — Рвање, слободни стил до 74 кг
- Јана Кудрјавцева — Ритмичка гимнастика, вишебој појединачно

### Бронза
- Наталија Кузјутина — Џудо, до 52 кг
- Тимур Сафин — Мачевање, флорет појединачно
- Владимир Маслеников — Стрељаштво, 10 м ваздушна пушка
- Антон Чупков — Пливање, 200 м прсно
- Олга Кочнева, Виолета Коблова, Татјана Логунова, Љубов Шутова — Мачевање, мач екипно
- Алија Мустафина — Гимнастика, вишебој појединачно
- Јевгениј Рилов — Пливање, 200 м леђно
- Кирил Григорјан — Стрељаштво, 50 м пушка лежећи став
- Стефанија Елфутина — Једрење, даска
- Денис Дмитријев — Бициклизам на писти, спринт појединачно
- Денис Абљазин — Гимнастика, кругови
- Сергеј Семјенов — Рвање, грчко-римски стил до 130 кг
- Роман Аношкин — Кајак и кану, К-1 1000 м
- Давид Бељавски — Гимнастика, паралелни разбој
- Анастасија Бељакова — Бокс, лака категорија
- Владимир Никтин — Бокс, бантам категорија
- Јекатерина Букина — Рвање, слободни стил до 75 кг
- Ана Устјухина, Марија Борисова, Јекатерина Прокофјева, Елвина Каримова, Надежда Федотова, Олга Белова, Јекатерина Лисунова, Анастасија Симанович, Ана Тимофејева, Јевгенија Соболева, Јевгенија Иванова, Ана Грињова, Ана Карнаух — Ватерполо, женска репрезентација
- Виталиј Дунакцев — Бокс, полувелтер категорија

## Атлетика
Међународна атлетска федерација суспендовала је Атлетску федерацију Русије 13. новембра 2015. године из свих такмичења укључујући и Олимпијске игре због умешаности у широко распорострањен допинг у руској атлетици.

## Бициклизам

### Друмски бициклизам
- 3 квоте за мушку друмску трку (Један бициклиста стартује у хронометарској трци)
- 1 квота за женску друмску трку (Бициклисткиња стартује и у хронометарској трци)

### Бициклизам на писти
- Спринт за мушкарце појединачно - Денис Димитријев, Никита Шуршин
- Потера мушки тим - 4 квоте
- Кеирин за мушкарце (Никита Шуршин)
- Спринт за жене тим, једна од бициклисткиња старује и појединачно - Дарија Шмељева, Анастасија Војнова
- Кеирин за жене - 1 квота

## Бокс
Мушкарци
- Папир категорија - Василиј Јегоров
- Мува категорија - Миша Алојан
- Бантам категорија - Владимир Никитин
- Лака категорија - Адлан Абдурашидов
- Полувелтер категорија - Виталиј Дунајцев
- Велтер категорија - Андреј Замковој
- Средња категорија - Артем Чеботарев
- Тешка категорија - Евгениј Тишчеко

Жене
- Средња категорија - Јарослава Јакушина

## Кајак и кану

### Дивље воде
- Ц-1 - 1 квота
- Ц-2 - 2 квоте
- К-1 за мушкарце - 1 квота
- К-1 за жене - 1 квота

### Мирне воде воде
Мушкарци
- Ц-1 200 м - 1 квота
- Ц-1 1000 м - 1 квота
- Ц-2 1000 м - 1 квота
- К-1 200 м - 1 квота
- К-2 200 м - 2 квоте
- К-4 1000 м - 4 квоте

Жене
- К-1 200 м - 1 квота
- К-2 500 м - 2 квоте

## Коњички спорт
- Дресура - 2 квоте
- Коњички вишебој - 4 квоте

## Мачевање
- Мушки тим мач - 3 квоте (сви стартују појединачно)
- Мушки тим флорет - 3 квоте (сви стартују појединачно)
- Сабља за мушкарце појединачно - Николај Ковалев, Алексеј Јакименко
- Женски тим мач - 3 квоте (сви стартују појединачно)
- Флотер за жене појединачно - Ирина Дериглазова, Аида Шанајева
- Женски тим сабља - 3 квоте (сви стартују појединачно)

## Скокови у воду
- 3 м даска за мушкарце - 2 квоте
- 10 м торањ за мушкрце - 2 квоте
- Синхронизовано даска 3 м за мушкарце - 2 квоте
- Синхронизовано торањ 10 м за мушкарце - 2 квоте
- 3 м даска за жене - 1 квота
- 10 м торањ за жене - 1 квота

## Стреличарство
- Женски тим, све такмичарке стартују и појединачно - 3 квоте